# Schafis
Der Weiler Schafis (frz. Chavannes) ist politisch ein Ortsteil des Bezirksstädtchens La Neuveville im Schweizer Kanton Bern, liegt jedoch näher bei der östlich liegenden Gemeinde Ligerz.

## Bevölkerung
Obwohl zu einer französischsprachigen Gemeinde gehörig, ist der Ort Schafis deutschsprachig, weshalb er sowohl in kirchlicher als auch in schulischer Hinsicht eng mit den deutschsprachigen Nachbarn Ligerz und Twann verbunden ist.

## Politik
Als Ortsteil von La Neuveville verfügt Schafis über keine offiziellen politischen Organe. Anliegen der Bevölkerung werden regelmässig am ersten Samstag jedes Jahres bei der «Schafisgmein» genannten Versammlung diskutiert; dazu eingeladen ist traditionell der Bürgermeister von La Neuveville. Seit 2014 hat sich die «Schafisgmein» die Organisationsform eines Vereins gegeben.

## Wirtschaft
Dominanter Wirtschaftszweig von Schafis ist der Weinbau, der gegenwärtig von sechs Familien betrieben wird. Auf seinem Gebiet steht, unmittelbar an der Grenze zu Ligerz gelegen, das Rebbaumuseum «Hof», welches die Weinbautradition der gesamten Bielerseeregion abbildet.